# Гандзасар
Гандзаса́р (вірм. Գանձասար, дослівно «скарбова гора»; азерб. Gəncəsər monastırı) — діючий монастир Вірменської апостольської церкви, розташований на лівому березі річки Хаченагет, поблизу села Вянґлі (Ванк) Кельбаджарського району Азербайджану (колишнього Мартакертського району Нагірно-Карабаської Республіки). Визначна пам'ятка вірменської культури, Гандзасар вперше згадується вірменським католикосом Ананією Мокаці в середині X століття. Новий, відомий в наш час[коли?] храм, побудований князем Гасан-Джалал Дола «чоловіком благочестивим, богобоязливим і скромним, вірменином за походженням» на місці старого храму, що згадується в X столітті, урочисто освячений 22 липня 1240 р. Згідно з переказами, в усипальниці храму похована відрубана Іродом голова Івана Хрестителя, принесена сюди з Кілікійської Вірменії під час одного з хрестових походів, через що храм отримав назву Сурб Ованес Мкртич (св. Івана Хрестителя). У XII–XIII ст. в Арцах повищилося вірменське феодальне князівство Хачен із споконвічно вірменським населенням. Центр Арцах-Хаченського князівства займав басейн річок Хаченагет, Каркар і Трту. В 1214 році сюзереном князем Хачена стає Гасан-Джалал Дола (1215–1261 рр.) — нащадок вірменських князів пізніх Араншахів, один з нащадків Сахла Смбатяна (Сахл ібн Сунбат ал-Армані).

## Цікаві факти
- 16 жовтня 2008 відбулося грандіозне колективне весілля 700 пар молодят. Кожній парі молодят було виділено по $2500 у вигляді «золотої карти». При народженні першої дитини батькам надавалася допомога у $2 тис., другої дитини — $3 тис., третьої — $5 тис., четвертої — $10 тис., п'ятої — $20 тис., шостої — $50 тис., сьомої — $100 тисяч.[10]
- Під час Карабаської війни азербайджанська авіація завдавала авіаційних ударів по Гандзасару, але жодна бомба не спричинила серйозної шкоди монастирю. Це вважають одним з див Гандзасару.
- У селі Ванк, у якому розташований Гандзасар, є одна з найкращих туристичних інфраструктур усієї Нагірно-Карабаської Республіки.

## Фотогалерея

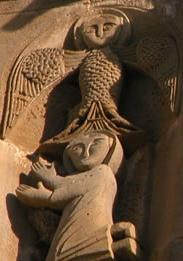
Мамкан Араншахік
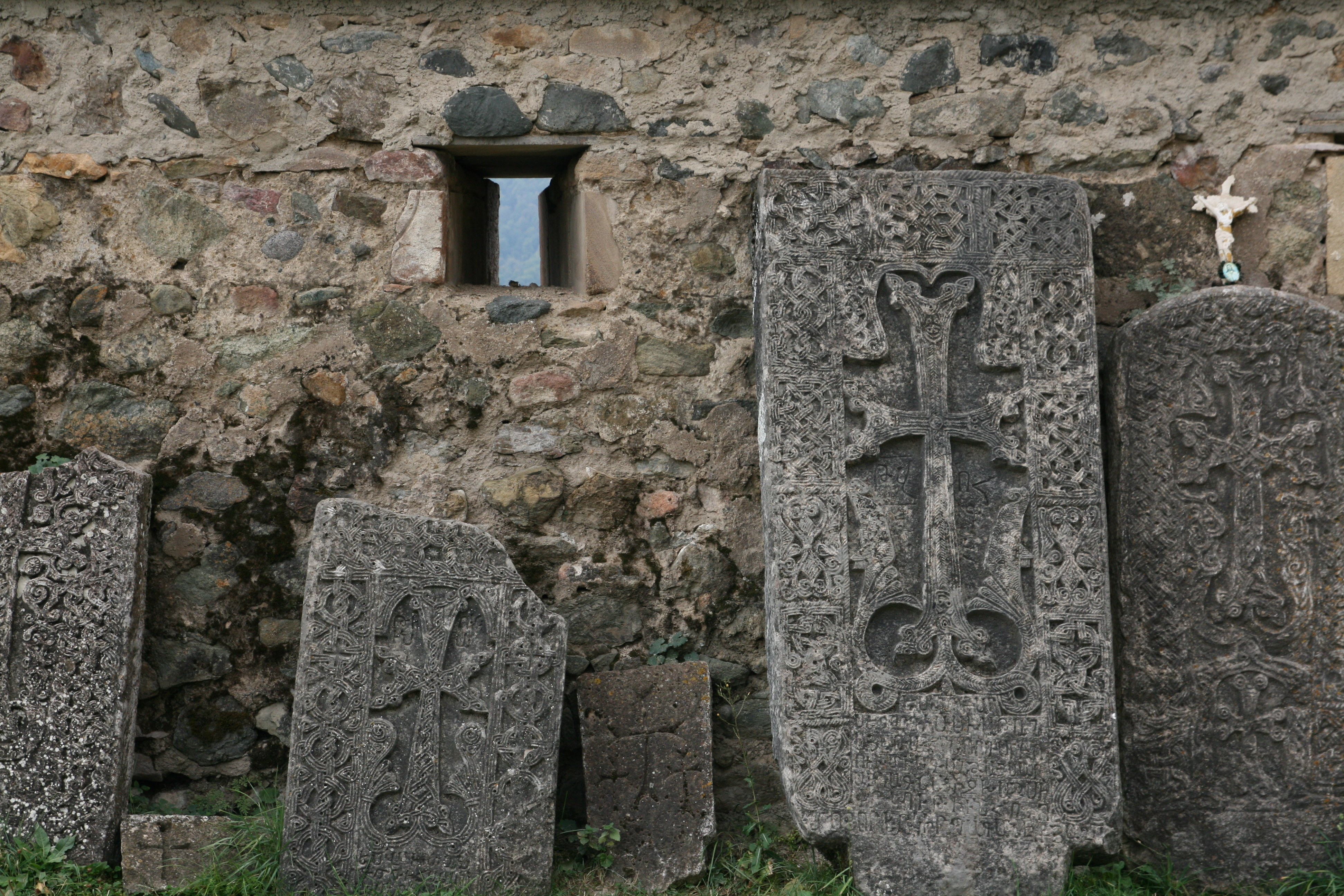
Хачкари
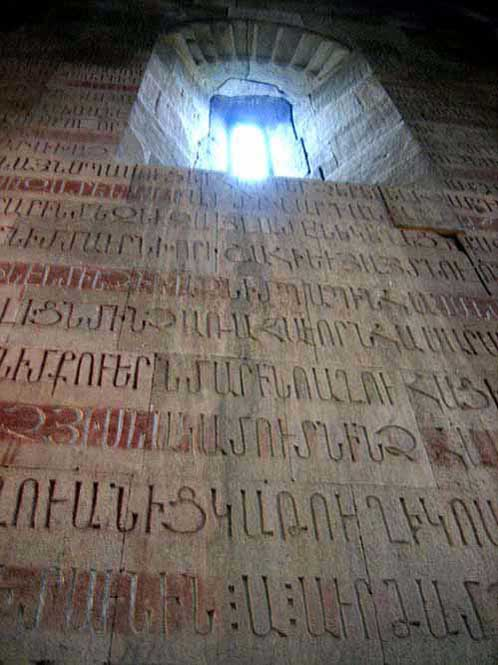
Надписи на стіні монастиря, висічені вірменською мовою
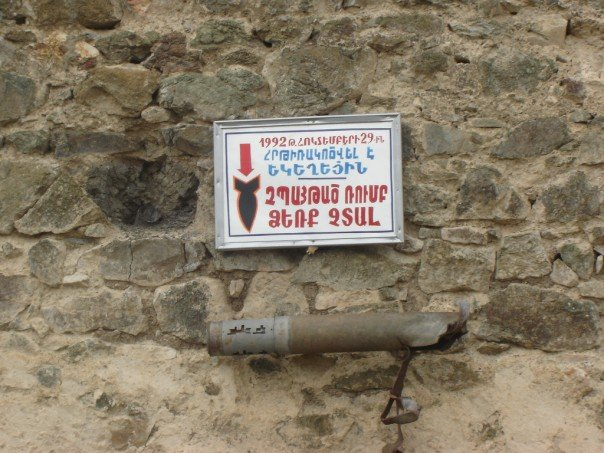
Авіаційна бомба, скинута з азербайджанського літака МіГ-21 під час Карабаської війни, яка дивом не вибухнула
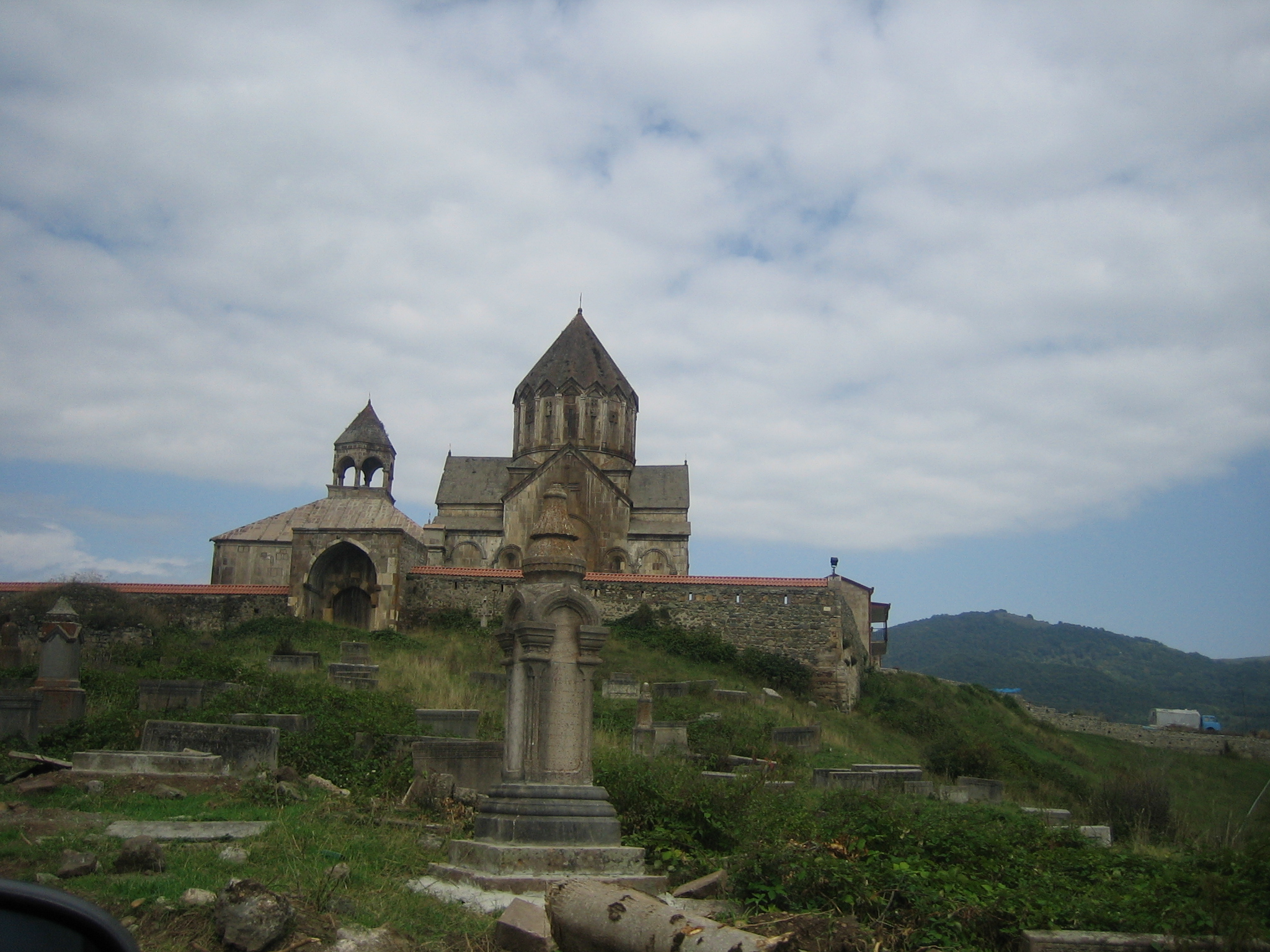
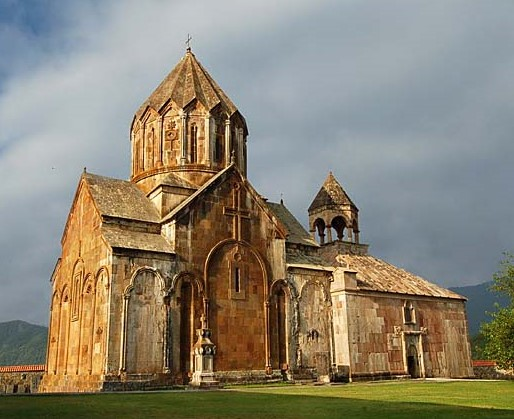
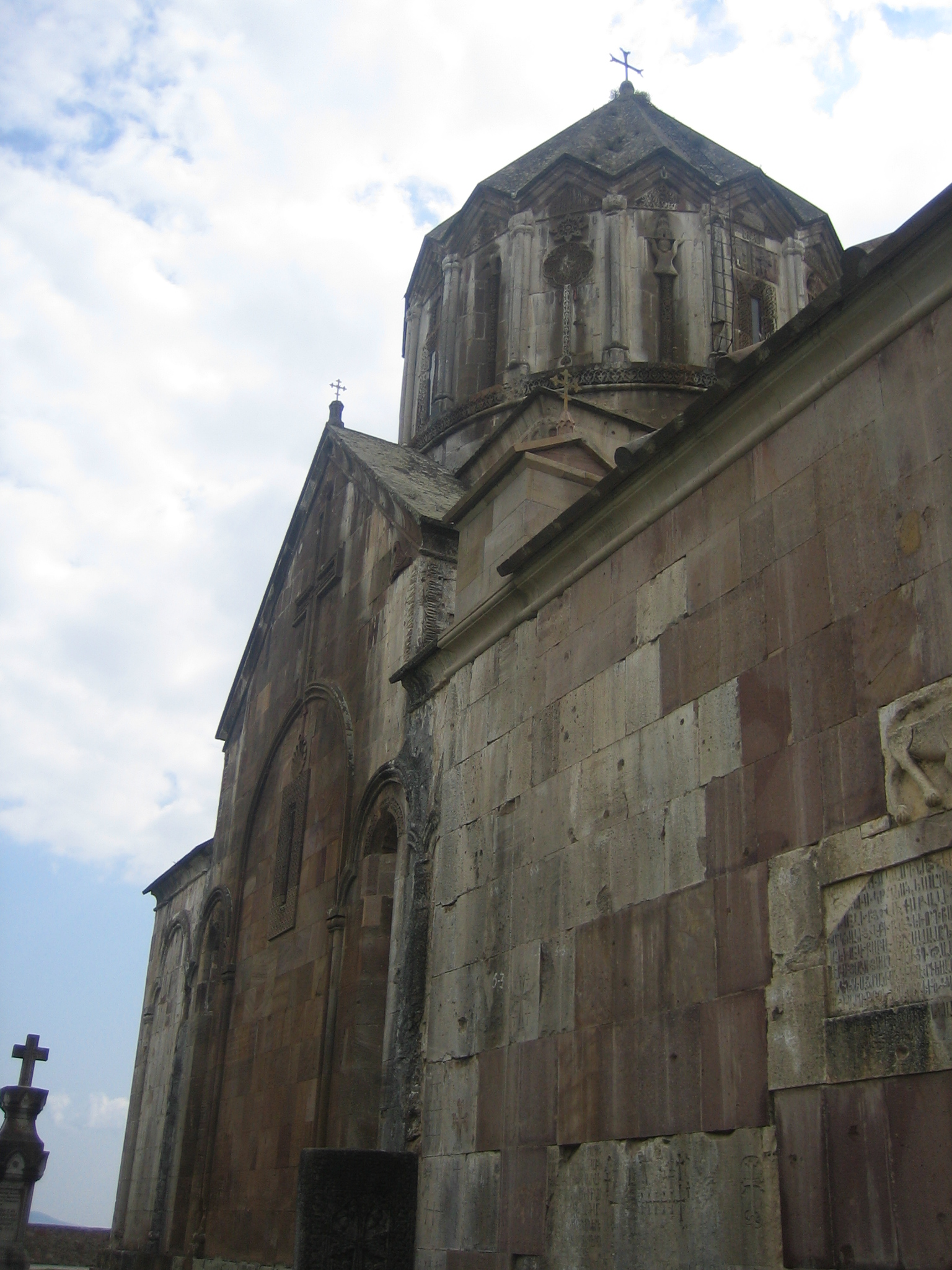
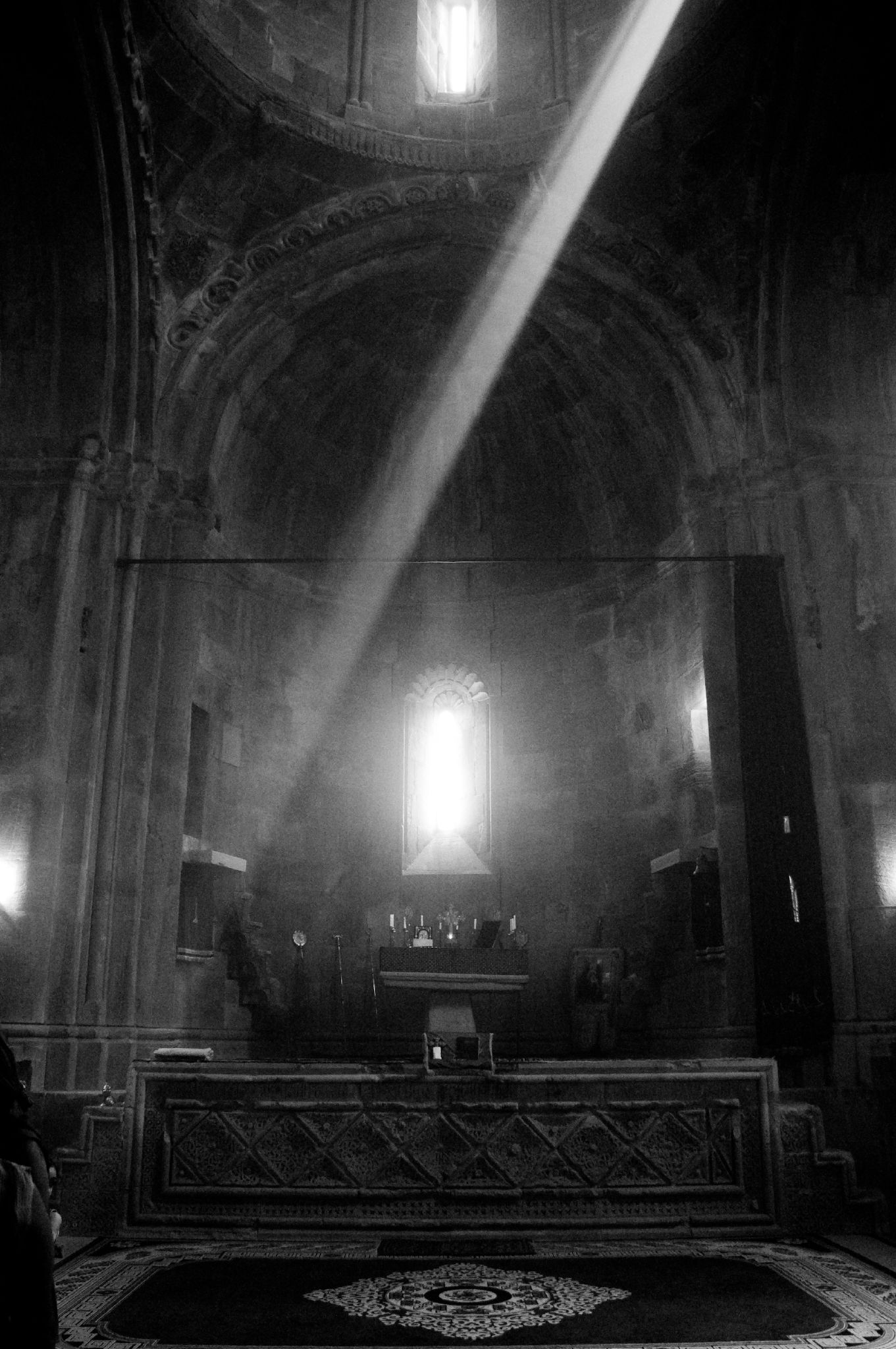
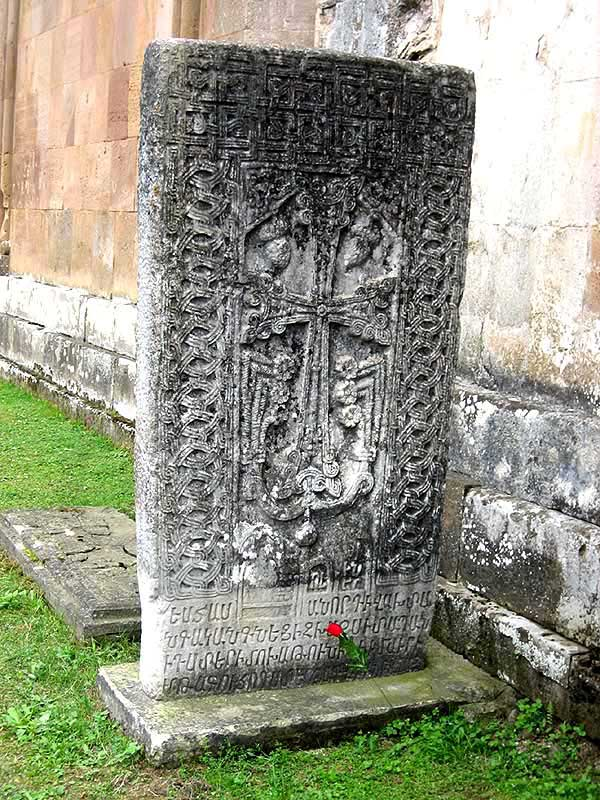
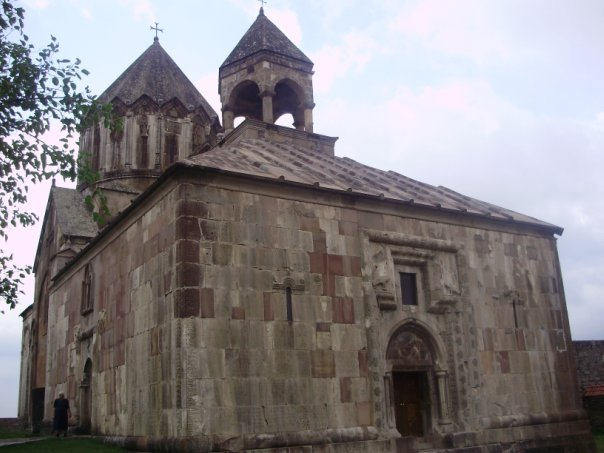
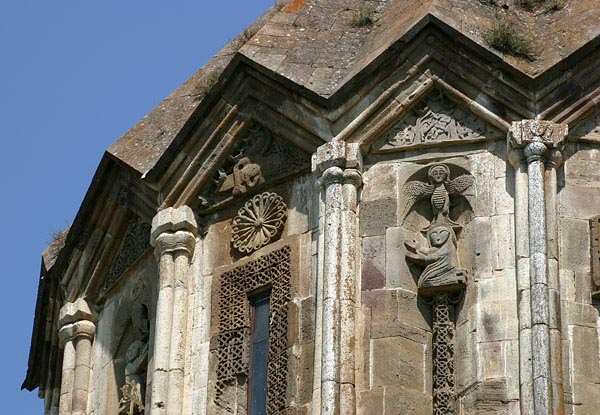